# 蒙吕松区
蒙吕松区（法語：Arrondissement de Montluçon）是法国阿列省所辖的一个区。总面积2116.8平方公里，总人口106650，人口密度50人/平方公里（2018年）。主要城镇为蒙吕松。

## 辖区
蒙吕松区辖有89个市镇。